# Painkiller (пісня Three Days Grace)
«Painkiller» (англ. Знеболююче) — перший сингл п'ятого студійного альбому канадського рок-гурту Three Days Grace — «Human». В США пісня вийшла 1 квітня 2014. Перший сингл із новим солістом гурту — Меттом Волстом.

## Список пісень
| Стандартний сингл | Стандартний сингл | Стандартний сингл                                                                                   | Стандартний сингл |
| #                 | Назва             | Автор                                                                                               | Тривалість        |
| ----------------- | ----------------- | --------------------------------------------------------------------------------------------------- | ----------------- |
| 1.                | «Painkiller»      | Gavin Brown, Johnny Andrews, Douglas Ryan Oliver, Ніл Сандерсон, Метт Волст, Бред Волст, Баррі Сток | 2:58              |
| 2:58              |                   | |                   |

## Чарти
| Чарт (2014)                    | Місце |
| ------------------------------ | ----- |
| U.S. Billboard Mainstream Rock | 1     |
| U.S. Billboard Hot Rock Songs  | 24    |
| U.S. Billboard Rock Airplay    | 14    |
| Canada (Canadian Hot 100)      | 86    |
| Canada (Canadian Rock Songs)   | 6     |

## Продажі
| Регіон     | Сертифікація (таблиця продажів та сертифікатів) |
| ---------- | ----------------------------------------------- |
| США (RIAA) | Золото (+500 000 копій)                         |